# Das Kloster der Begierde
Das Kloster der Begierde (Originaltitel: Run with Fear) ist ein kanadisch-tschechischer Sexploitationfilm aus dem Jahr 2005.

## Handlung
Während der frühen Neuzeit. In ein von Nonnen geführtes Kloster werden junge Frauen verschleppt. Der vermeintlich gottesfürchtige Ort ist ein Gefängnis, in dem die Oberschwester Kathrine einen Sklavenhandel etabliert hat. Junge Frauen werden dem Kloster zugeführt, um dort durch Folter und sexuelle Praktiken zu gehorsamen, devoten Sexsklavinnen erzogen zu werden, um dann an zahlungskräftige Kunden verkauft zu werden. So sollen auch drei Adelige Mädchen an den osmanischen Sultan in Istanbul verkauft werden. Nach ihrer Gefangennahme werden zwei der Mädchen jedoch von ihren Häschern vergewaltigt, die zur Strafe im Auftrag der Oberschwester daraufhin entmannt werden. Es zählt der Verkauf des dritten Mädchens, einer Grafentochter. Ein Bote des Sultans nimmt die menschliche Ware entgegen und zahlt Kathrine aus, die dem Anführer ihrer Häscher den Auftrag erteilt, ihn und die Mädchen zu begleiten und dann alle umzubringen.